# Île aux Sables
Pour les articles homonymes, voir Sandy Island.
Aussi appelé Sandy Island en anglais, l'île aux Sables est un îlot inhabité à l'ouest de Rodrigues, une île de l'océan Indien dépendante de la république de Maurice. Il se trouve à l'intérieur du lagon, non loin de la barrière de corail, au nord de l'île aux Cocos.